# Ordine di Riconoscimento
L'Ordine al Merito è un ordine cavalleresco della Repubblica Centrafricana.

## Storia
L'Ordine è stato fondato il 21 maggio 1962 da David Dacko.

## Classi
L'Ordine dispone delle seguenti classi di benemerenza:
- Gran Croce

- Grand'Ufficiale

- Commendatore

- Ufficiale
- Cavaliere

## Insegne
- Il nastro è azzurro con una stretta striscia rossa e bianca a sinistra e una stretta striscia gialla e verde a destra.